# 中村美月
中村 美月（なかむら みつき、1990年2月24日 - ）は日本のプロボウラー。東京都出身。JPBA第42期生。ライセンスNo.455（2009年交付）。

## 人物
『ボウリング革命 P★League』（以下Pリーグ）には第20戦より参加。Pリーグでのキャッチフレーズは『下町の鉄腕ルーキー』。
ボウリングを始めた契機は祖父と祖母がやっており、小学校5年生の時に祖父にすすめられてマイボールを持ったことである。
「サウンドボウル」を運営しているサウンド・ストリーに所属していたが、2013年11月10日をもってフリーとなった。その後、2014年4月よりココレーンボウリングチェーンと専属契約を交わし、ココレーン新座志木店カミヤボウル所属となった。
2019年4月4日、自身のブログにて自転車との交通事故を起こしていたことを報告。刑事責任および行政処分はなく、プロ協会から公式戦出場については問題ないと回答をもらいつつ、練習を含むボウリング競技への参加の自粛することとした。また、競技参加自粛に伴い、用品契約を結んでいたハイ・スポーツとの契約を終了している。

## 戦績

### Pリーグ
- 第38戦 準優勝

### アマチュア

#### 2007年
- 第30回 JLBCプリンスカップ　4位（ベストアマ）
- 第21回 オール関東ジュニア　4位&ハイゲーム賞

#### 2008年
- DHCカップGirlsボウリング日本一決定戦 11位
- DHCレディースオープンボウリングツアー第4戦 34位（アマ3位）
- DHCカップGirlsボウリングダブルスチャレンジ 2位
- 第22回 オール関東ジュニア 5位
- DHCカップGirlsボウリングチームチャレンジ 3位

## TV出演
- 「炎の体育会TV」 (2012年、TBS系列)